# اگلینهم
اگلینهم (به انگلیسی: Eglingham) یک روستا و محله مدنی در بریتانیا است که در نورث‌آمبرلند واقع شده‌است. اگلینهم ۳۸۵ نفر جمعیت دارد.